# Чорна (Кам'янець-Подільський район)

Чо́рна — село в Україні, у Чемеровецькій селищній громаді Кам'янець-Подільського району Хмельницької області. До адміністративної реформи 19 липня 2020 року село належало до Чемеровецького району.

## Назва
За два кілометри від села Чорна, біля урочища «Чорна вікнина», розташована ділянка, на якій, за переказами, стояло місто Чорноокнин, розгромлене татарами. Жителі, які врятувалися від погрому, переселилися на місцевість, де тепер розташоване село, і дали йому найменування Чермна Хуста, згодом Чермний, Чорний, Чорна. В історичних документах назва Чермна Хуста згадується в 1494 році. Назва пов'язується з темним кольором навколишніх товтр. Але існує думка, що назва Чорна походить від слова «Чорна смерть» — чума. Ця хвороба була занесена на Поділля чужинцями у XV столітті. Епідемії чуми дощенту винищували населення не тільки окремих сіл, а й цілих районів.

## Географія

Пам'ятний знак на честь воїнів-односельчан, які загинули в Другу світову війну

Село Чорна знаходиться на обох берегах річки Батіжок, яка бере початок на північ від села. Нижче за течією на відстані менше 1 км примикає село Біла. Село розташоване за 40 кілометрів від райцентру Кам’янця-Подільського і за 15 км від залізничної станції Балин. Через село проходить автомобільний шлях територіального значення Т 2308.

## Історія
Перша згадка про село припадає на 1479 рік, згадано як запустіле. Зафіксовано назви Чермна Хуста, Чермна.
На території села виявлено залишки поселення трипільської культури. Село заселене ще в давні часи. Перші поселенці з'явилися тут в період пізнього палеоліту (40 тисяч років тому) й оселялись на берегах річки Батіг, або Тібр — притоки Смотрича. Про це свідчать знайдені знаряддя праці тієї доби. Не є винятком, що територія сучасного села була заселена ще в добу бронзи, в період поширення заліза (скіфський період). Біля села є залишки поселень трипільської та черняхівської культур (II-V ст. н. е.).
Внаслідок поразки визвольних змагань на початку XX століття, село надовго окуповане російсько-більшовицькими загарбниками.
У 1932–1933 роках селяни села пережили влаштований комуністами голодомор, а згодом масові репресії кінця 30-х років.
По закінченню Другої світової війни у 1946—1947 роках мешканці села вчергове пережили голод.
З 1991 року в складі незалежної України.
15 вересня 2016 року шляхом об'єднання сільських територіальних громад, село увійшло до складу Чемеровецької селищної громади.
4 травня 2022 року релігійна громада церкви архистратига Михаїла села перейшла з Московського патріархату в Православну Церкву України.
- За адміністративним поділом XVI століття Кам'янецький повіт
- За адміністративним поділом XIX століття Кам'янецький повіт
- За адміністративним поділом XX століття Чемеровецький район
- З 2020 року Кам'янець-Подільський район

## Інфраструктура
В селі працювали: школа, будинок культури, бібліотека, дільнична лікарня.

## Населення
Населення становить 1211 осіб на 2001 рік.

### Мова
У селі поширена західноподільська говірка, що відноситься до подільського говору, який належить до південно-західного наріччя.

## Природоохоронні території
Село лежить у межах національного природного парку «Подільські Товтри».

## Галерея

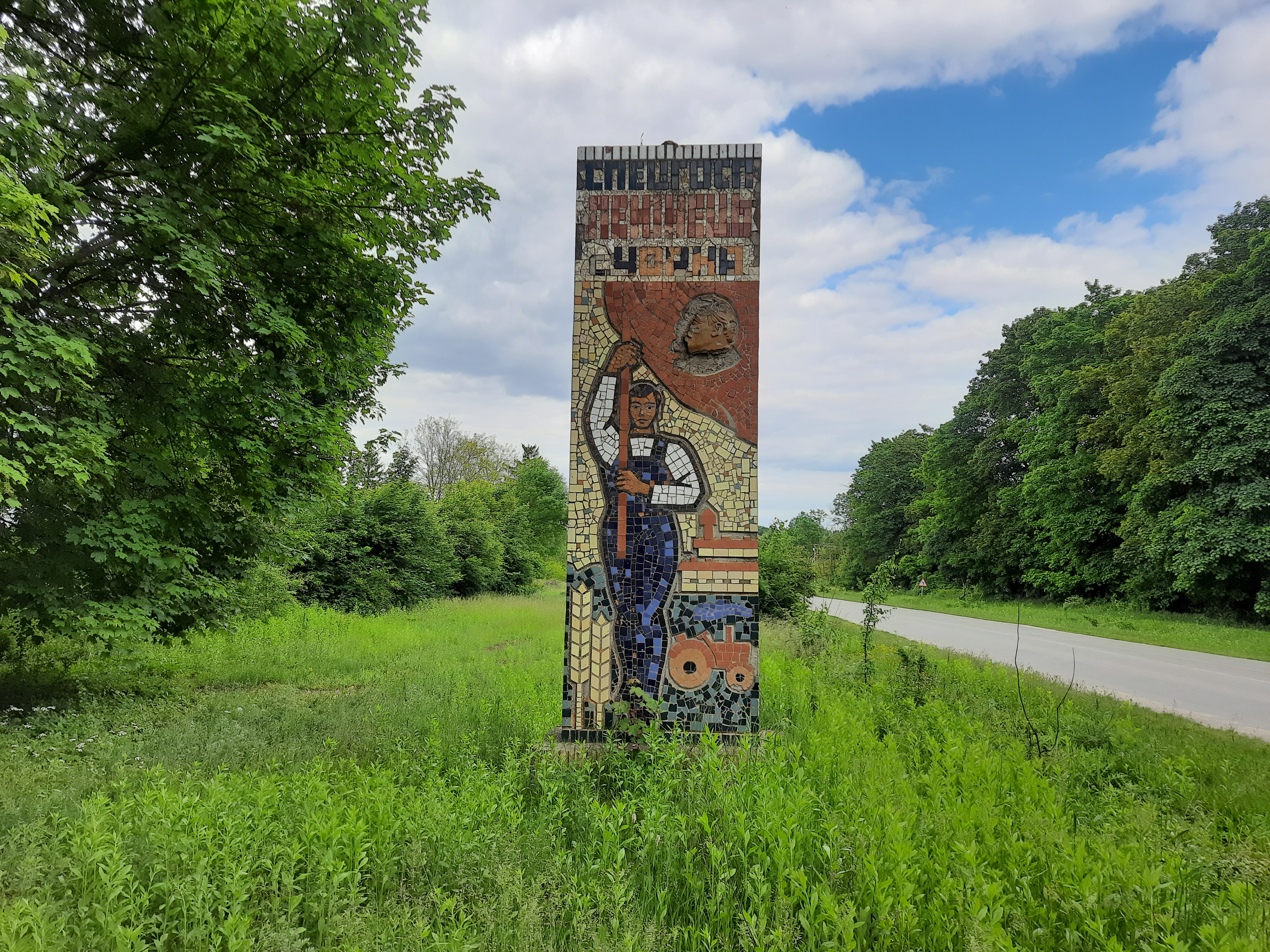
В'їзд у село
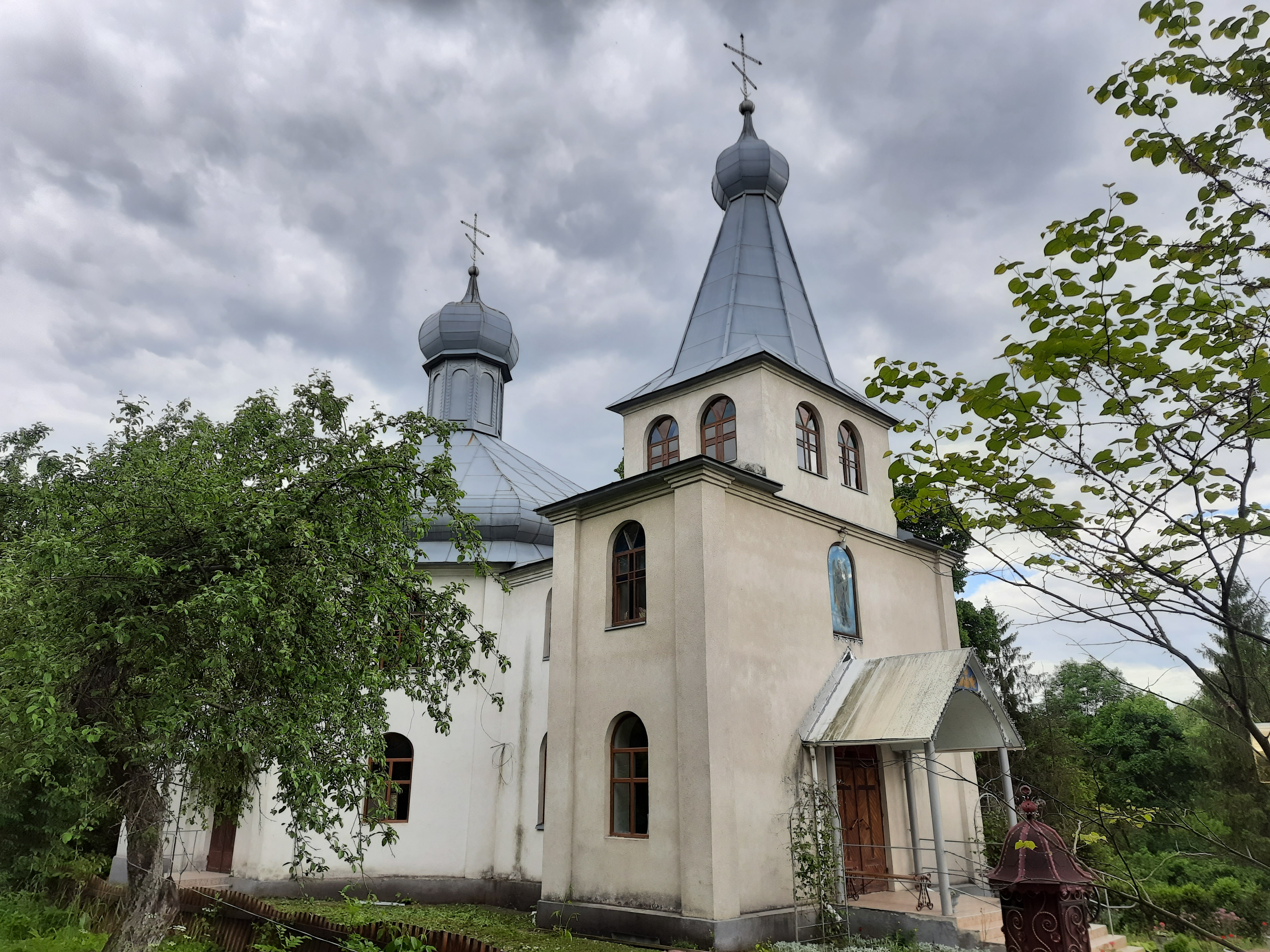
Михайлівська церква
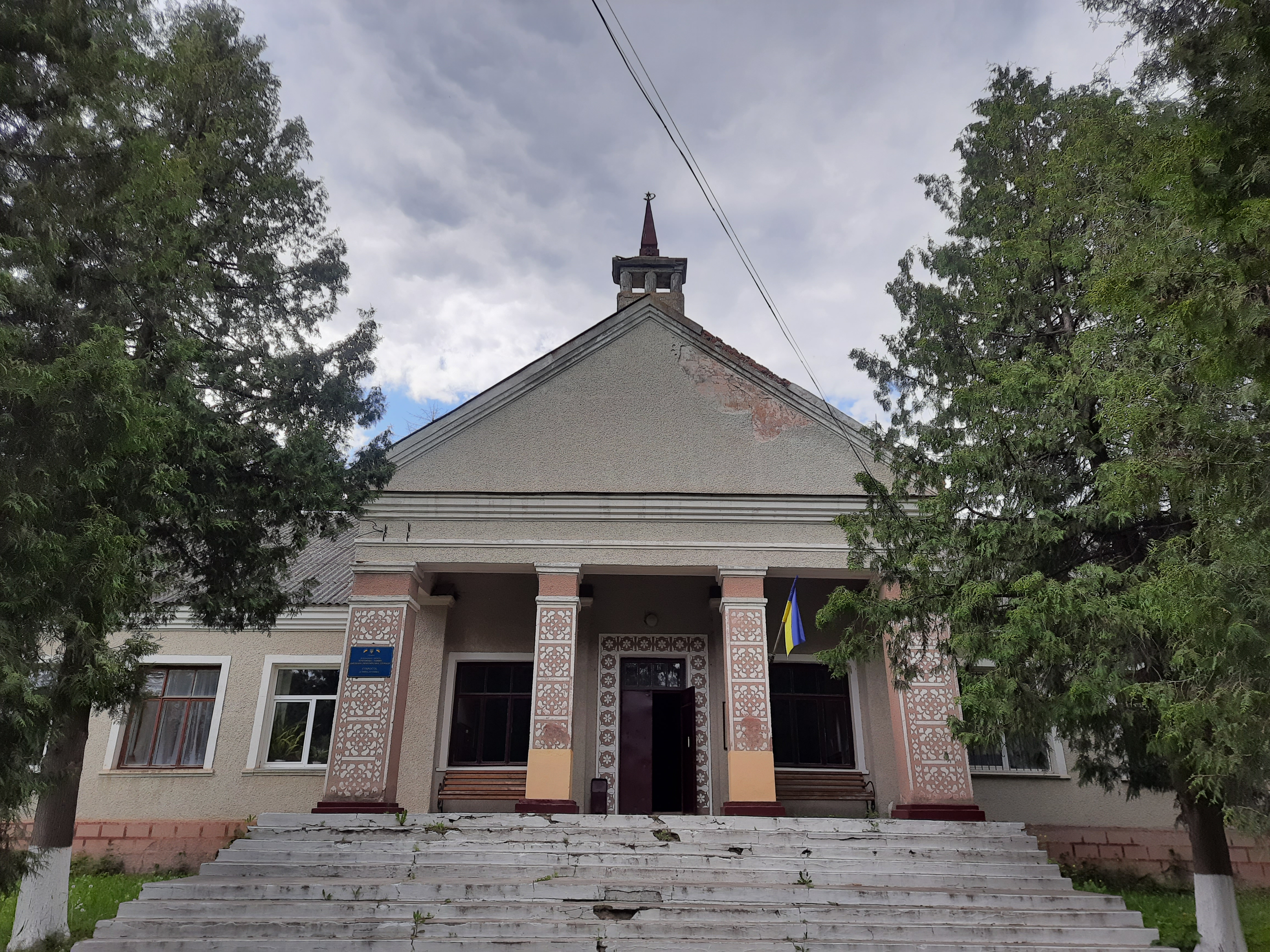
Старостат
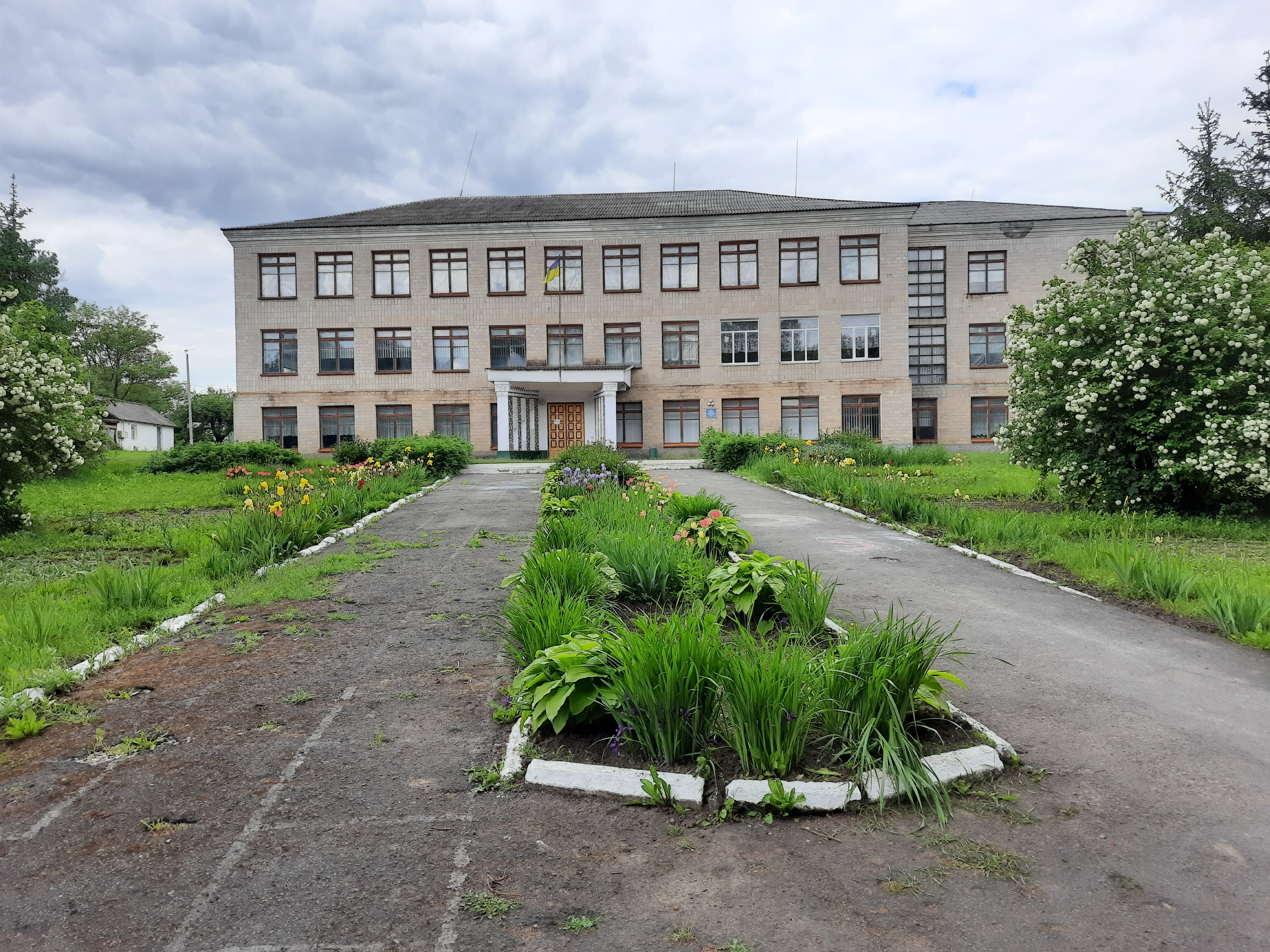
Школа
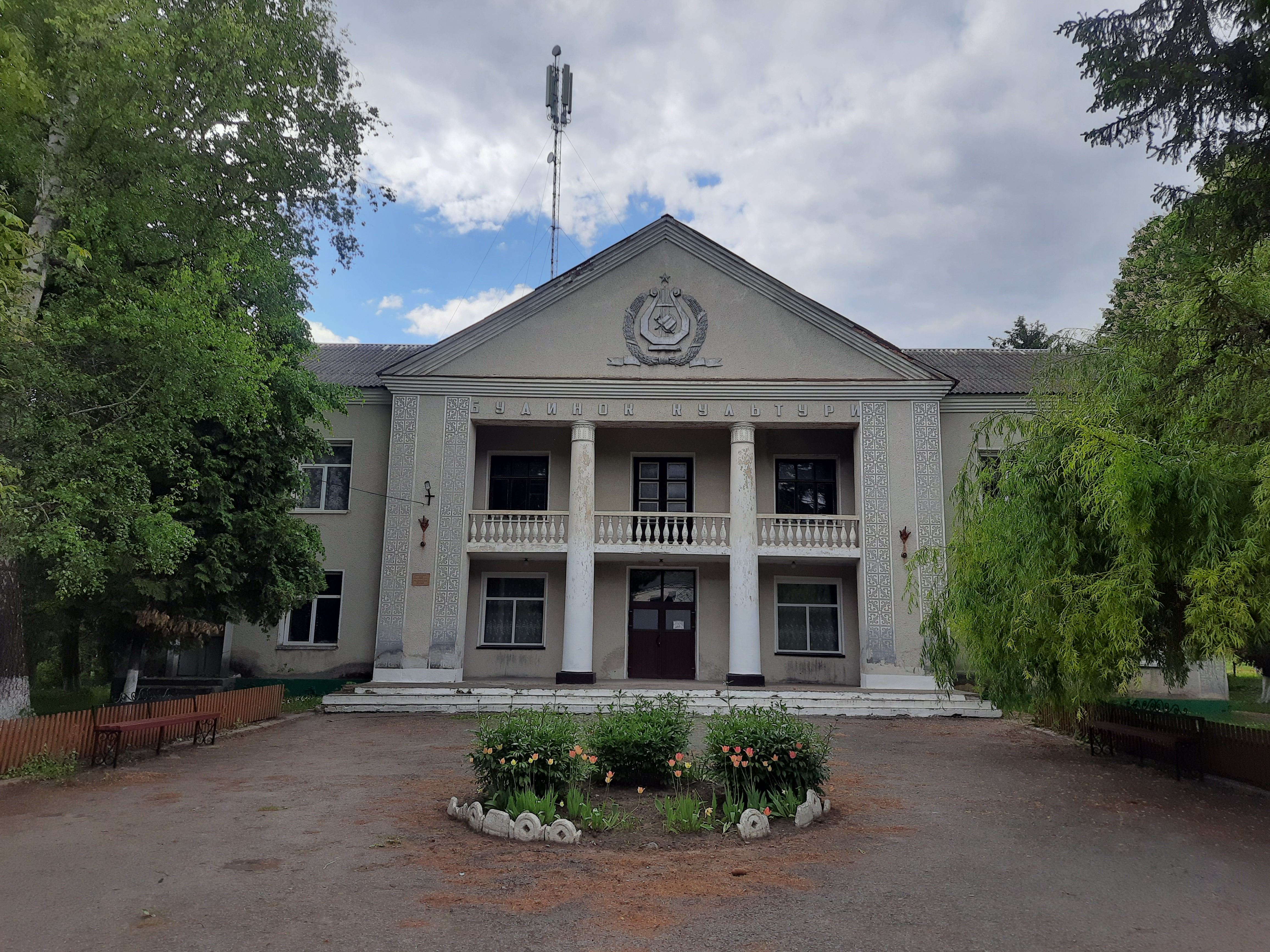
Будинок культури
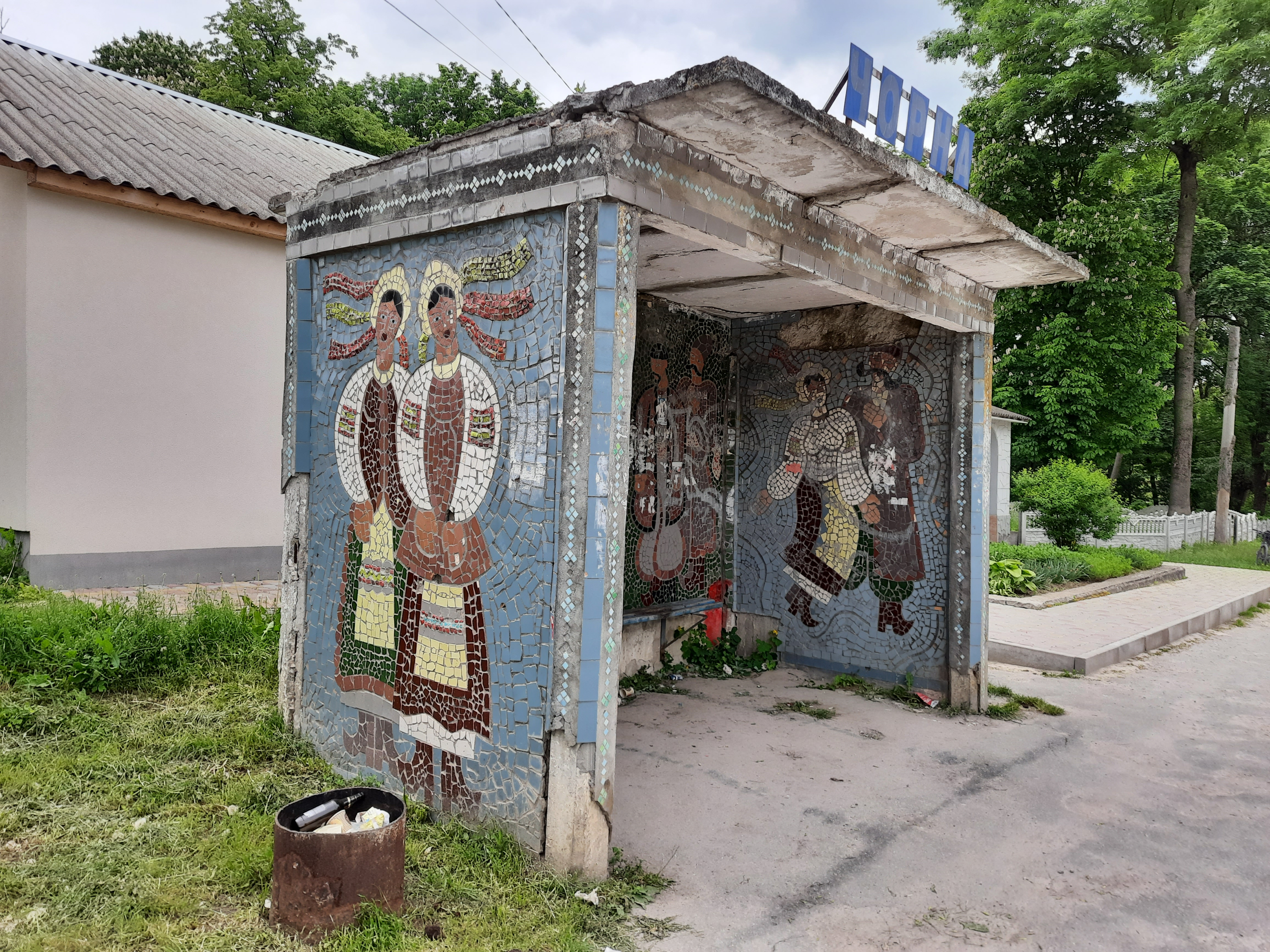
Мозаїчна автобусна зупинка
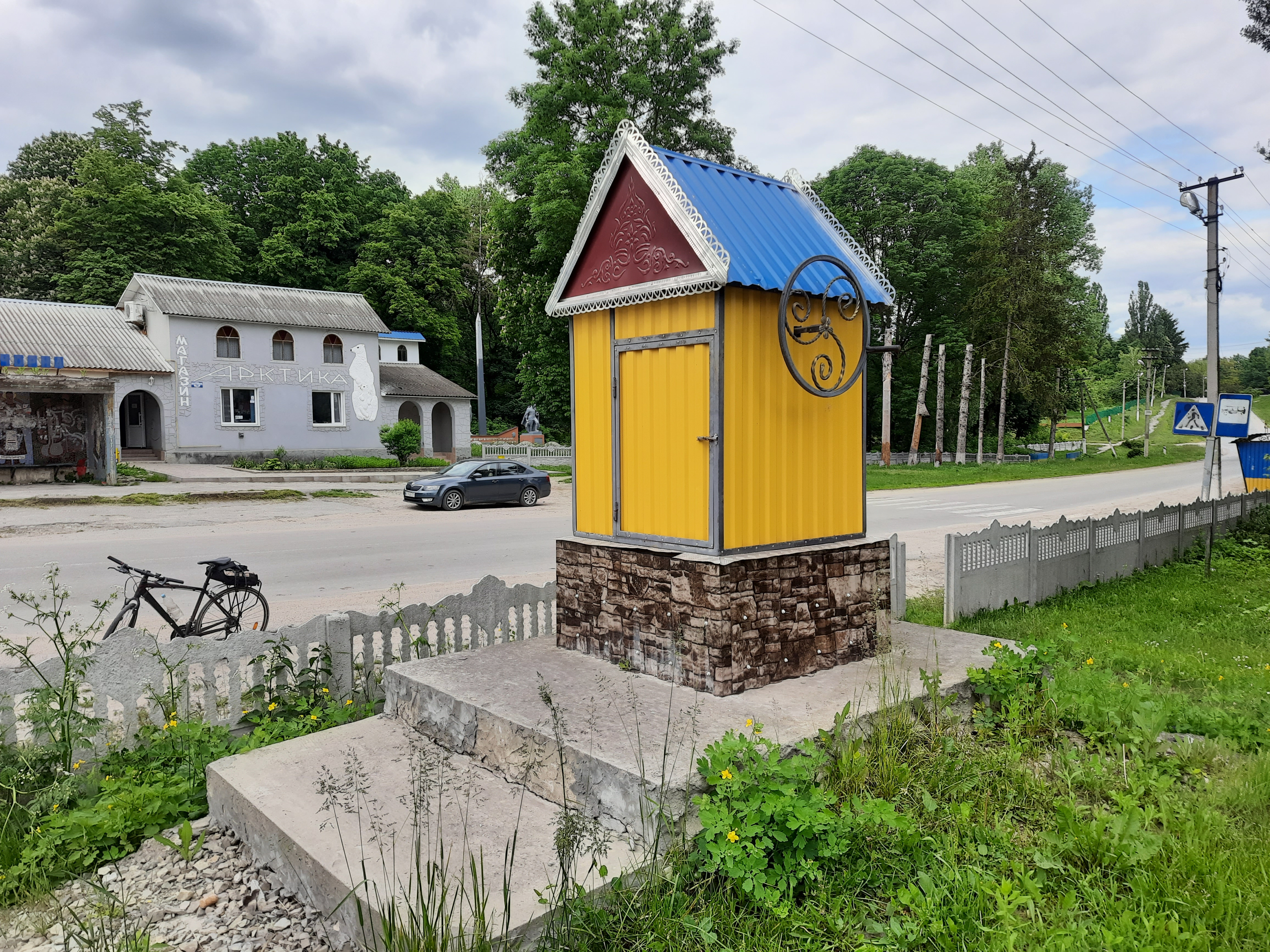
Центр села
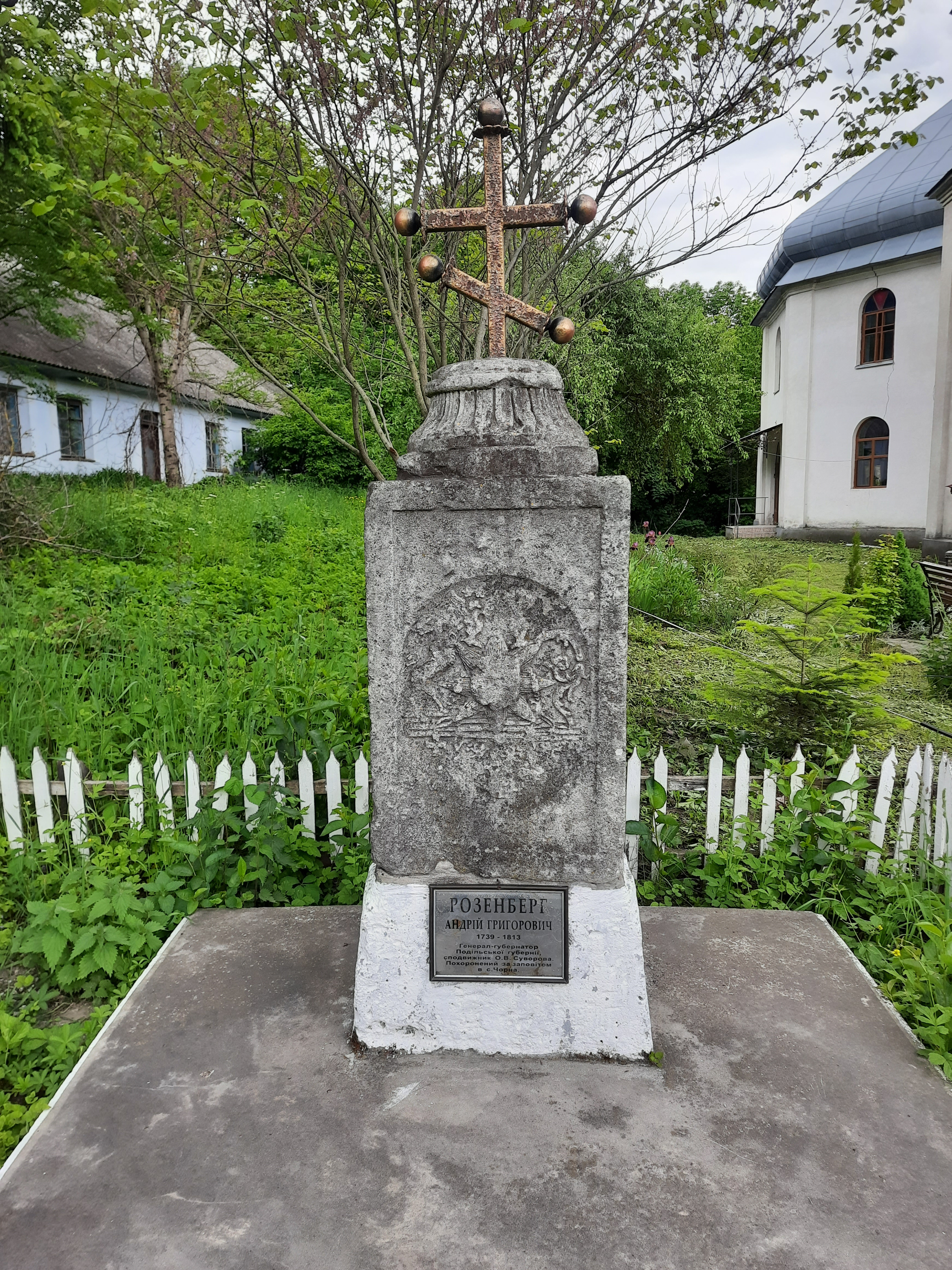
Могила генерал-губернатора Подільської губернії Андрія Розенберга
Братська могила радянських воїнів